# Synchiropus morrisoni
Synchiropus morrisoni — вид окунеподібних риб родини піскаркових (Callionymidae).

## Етимологія
Вид S. morrisoni названо на честь американського малаколога Джозефа Моррісона (1906-1983), куратора відділу молюсків Національного музею природознавства у Вашингтоні, який у 1947-1948 роках здійснив наукові експедиції на атол Бікіні. В цей час там працював автор описання таксону Леонард Пітер Шульц.

## Поширення
Вид поширений на заході Тихого океану від Японії та Австралії до Фіджі та Маршаллових островів.

## Опис
Це невеличка рибка завдовжки до 7 см. Строкате тіло червоного забарвлення з білими та темно-коричневими плямами. Самець на спинному плавці має світло-блакитні смуги, а на нижній частині голови блакитні цятки.